# Остеофити
Остеофити, коштане израслине, „папагајски кљунови“ (од грч. ὀστέον — кост, и грч. φυτόν — изданци) су коштано хрскавични израштаји (изданци), који настају на крајевима дегенеративно промењене зглобне хрскавице код остеоартрозе, физичких траума и поремећаја метаболизма калцијума у организму човека или животиња, као репаративни одговор преостале хрскавице. Ретко или готово никада се не јављају код реуматоидног артритиса.

## Локализација
Остеофити се могу развити у зглобној хрскавици или у маргиналној зони зглоба, на граници преласка хрскавичавог у коштано ткиво, као заједничка творевина и могу се појавити у било ком броју и на било којој локацији, као;
- Маргинални (периферни) остеофити; који се развијају на периферији, или маргинама свих зглобова.
- Централни остеофити, који се развијају у средишњем делоу зглоба и најизраженији су у зглобу кука и колена.

## Патофизиологија
Остеофити настају као последица промена на костима услед старења, дегенерације, механичких оштећења и болести. Честа је и појава остеофита у остеоартичним променама због болешћу изазваних запаљењских процеса који изазивају оштећења и хабање зглобнокоштаних структура. Калцификације и нови коштани израштаји се такође јављају и као одговор на механичка оштећења (код микро и макро траума у спорту, на раду итд) у зглобовима, или у тачкама припоја лигамената и тетива.
Формирање остеофита повезује се са покушајем регенерације оштећене зглобне хрскавице на шта указује експресија анаболичких фактора раста као што су преображавајући фактори раста типа бета (ТГФ бета), инсулину - сличан фактора раста (ИГФ) и коштани морфогенетски протеини (БМП), међутим њихов стварни функционални значај није потпуно изучен.
Нека од истраживања показала су да из групе (БМП) анаболичких фактора, фактори (БМП -2, -4 и -7) имају доминантну улогу у расту и развоју остеофита у остеоартритису код човека. У задње време све се више говори о важности синовијалне мембране у одржавању хомеостазе и процесима регенерације у зглобовима. Постоје одређени докази који указују на њену важност у настанку и расту остеофита, међутим експресија (БМП) фактора, њиховог сигналног пута као и ванћелијских инхибитора у синовијалној мембрани код остеоартритиса и реуматоидног артритиса још није довољно истражена.

## Клиничка слика
Већина остеофита не изазва никакве знаке или симптоме болести. Често болесници не знају за ове промене све док оне не буду случајно откривени на рендгенографски снимању. Међутим код неких болесника остеофити могу да изазову и тегобе:
Бол у зглобовима
Губитак покрета у зглобовима
Остале тегобе, које зависе од локација остеофита у организму; 
- у коленом зглобу, остеофити могу ограничити покрете, колено је болно натечено а покрети савијања ограничени.
- на костима кичме, остеофити могу вршити притисак на корене живаца, или чак и кичмену мождину, узрокујући бол и укоченост.
- већи остеофити на врату, понекад могу да отежају гутање или дисање, које је праћено боловима и често захтева хируршко лечење. Такође у постоперативном периоду, у току више од 10 година потребно је наставити праћене болесника након хируршког уклањања остеофита због могућих рецидива и понављања симптома.[5]
- остеофити на врату могу вршити притисак на вратне вене и ограничити проток крви у мозак.
- у раменом пределу, остеофити ограничавају обим кретања руку и могу да доведу до појаве отока на тетивама(тендинитис).
- на костима шаке, остеофити деформишу прсте у виду мањих израштаја који проминирају изнад површине коже. При покретима прстију остеофити могу да изазову повремене болове и ограниче покретљивост зглобова шаке.

## Компликације
- Остеофити локализовани са предње стране вратног дела кичме могу прогредирати према ждрелу и једњаку, што може изазвати симптоме дисфагије која може бити праћена отежаном пасажом хране кроз једњак, поремећајем у раду или парализи епиглотиса, и апнејом за време спавања.
- Остеофити локализовани на задњој страни вратног дела кичме могу да врше притисак на кичмену мождину и вратне артерије што може изазивати поремећај циркулације крви у врату и глави, које често прати вртоглавица и краћи губитак свести при наглом покрету врата.
- Остеофити у грудном делу кичме, могу вршити притисак на једњак што може изазвати отежано гутање, дисфагију.
- Трауматско оштећење аорте са појавом (псеудоанеуризме) може настати као директна компликација механичког притиска, на задњи зид аорте, оштрих крајева остеофита локализованих на предњој страни кичменог стуба.
- У лумбалном (слабинском) делу кичменог стуба, две велике структуре у непосредној близини кичме су доња шупља вена и трбушна аорта, чија функција може бити нарушена притиском остеофита на њихове зидове.[6]